# Walter Mirisch
Walter Mortimer Mirisch (Nueva York, 8 de noviembre de 1921-Los Ángeles, 24 de febrero de 2023) fue un productor de cine y ejecutivo estadounidense. Fue presidente y director ejecutivo de producción de The Mirisch Corporation, una productora de cine independiente que formó junto a sus hermanos Marvin y Harold en 1957. Ganó el Premio de la Academia a la Mejor Película como productor de In the Heat of the Night (1967).

## Biografía

### Primeros años
Nacido en una familia judía en Nueva York, Mirisch era el más joven de los tres hijos de Josephine Frances (de soltera Urbach) y Max Mirisch. Entre sus hermanos está el también productor de cine Marvin. Su padre emigró de Cracovia (Polonia) en 1891 a la edad de 17 años y llegó a la ciudad de Nueva York, donde trabajó como sastre. Su madre era hija de inmigrantes de Hungría y Polonia. Su padre estuvo casado anteriormente con Flora Glasshut, con quien tuvo dos hijos; ella murió de cáncer a la edad de 40 años. Walter Mirisch se graduó de la escuela secundaria DeWitt Clinton. Fue ujier de vacaciones de verano en el Teatro Estatal de Jersey City, Nueva Jersey, su primer trabajo asociado con el negocio del cine. Pronto ascendió a puestos más altos en otros teatros.
Un soplo en el corazón le impidió unirse a la Marina, pero Mirisch todavía estaba ansioso por servir a su país durante la Segunda Guerra Mundial, por lo que se mudó a Burbank, California, para trabajar en una planta de aviones bombarderos, donde escribió artículos técnicos, compartiendo conocimientos con otros fabricantes militares. Después de que terminó la guerra, Mirisch inmediatamente volvió su atención a las películas. En 1942, recibió una licenciatura de la Universidad de Wisconsin-Madison y al año siguiente se graduó de la Escuela de Graduados en Administración de Empresas de Harvard. Produjo su primera película, Fall Guy (1947), para Monogram Pictures.

### Carrera
A sus 29 años, Mirisch se convirtió en jefe de producción en Allied Artists Studio, inicialmente solo una división de Monogram, con unas treinta películas para supervisar. Durante su mandato, encontró tiempo para producir personalmente Flat Top (1952), Wichita (1955), que recibió un Globo de Oro de la Asociación de Prensa Extranjera de Hollywood como Mejor Drama al Aire Libre de 1955, The First Texan (1956) y An Annapolis Story. (1955). Entre otras películas, supervisó las producciones de Invasion of the Body Snatchers, Friendly Persuasion (ambas de 1956) y Love in the Afternoon (1957), dirigida por Billy Wilder.
La empresa Mirisch fue fundada en 1957. Produjo 68 películas para United Artists, incluidas tres que ganaron el Premio de la Academia a la Mejor Película: The Apartment (1960), West Side Story (1961) e In the Heat of the Night (1967), que también ganó otros cuatro premios Óscar. Entre los proyectos más destacados de Mirisch producidos personalmente por Walter se encuentran: Man of the West (1958); Los siete magníficos (1960); Dos para el balancín (1962); Juguetes en el ático (1963); la versión cinematográfica de la monumental novela de James A. Michener Hawaii (1966), nominada a siete premios Óscar, y su secuela, The Hawaiians (1970); Midway (1976), la saga de la mayor victoria naval de Estados Unidos; la tierna y conmovedora El año que viene a la misma hora (1978); y Comedia romántica (1983).
Para la cadena de televisión NBC, Mirisch fue productor ejecutivo de Wichita Town, con Joel McCrea (1959–1960); Peter Loves Mary (1960–1961); Desperado; Return of Desperado; Desperado: Avalancha en Devil's Ridge; Desesperado: Legacy; Desperado: Sole Survivor; y en 1993, Troubleshooters: Trapped Beneath The Earth. Mirisch fue productor ejecutivo de Lily in Winter para USA Network en 1994, A Class for Life para ABC en 1995, así como de The Magnificent Seven, una serie semanal para CBS en 1997.

### Honores y premios
Mirisch recibió el Premio de la Academia de 1967 a la Mejor Película por su producción de In the Heat of the Night.
A lo largo de los años, recibió numerosos premios y honores, incluido el Premio al Productor del Año: primero, del Producers' Guild of America (1967); luego, de la Asociación Nacional de Propietarios de Salas de Cine (1972); y luego de ShowaRama (1975).

## Vida personal y muerte
Mirisch estuvo casado con Patricia Kahan (1924-2005) y juntos tuvieron tres hijos: Anne Mirisch Sonnenberg, Andrew Mirisch y Lawrence Mirisch. Su hijo, Lawrence, es el fundador de la Agencia Mirisch.
Mirisch cumplió 100 años el 8 de noviembre de 2021, y murió en Los Ángeles el 24 de febrero de 2023, a la edad de 101 años.

## Filmografía seleccionada
| Año       | Título                                           | Notas                               |
| --------- | ------------------------------------------------ | ----------------------------------- |
| 1958      | Fort Massacre                                    | productor                           |
| 1958      | Man of the West                                  | productor                           |
| 1959      | The Gunfight at Dodge City                       | productor                           |
| 1959      | The Man in the Net                               | productor                           |
| 1959      | Cast a Long Shadow                               | productor                           |
| 1960      | The Magnificent Seven                            | productor ejecutivo                 |
| 1961      | By Love Possessed                                | productor                           |
| 1961      | West Side Story                                  | productor ejecutivo (desacreditado) |
| 1961      | The Children's Hour                              | productor ejecutivo (desacreditado) |
| 1962      | Follow That Dream                                | productor ejecutivo                 |
| 1962      | Kid Galahad                                      | productor ejecutivo (desacreditado) |
| 1962      | Two for the Seesaw                               | productor                           |
| 1963      | The Great Escape                                 | productor ejecutivo (desacreditado) |
| 1963      | Toys in the Attic                                | productor                           |
| 1963      | The Pink Panther                                 | executive producer (uncredited)     |
| 1964      | 633 Squadron                                     | productor ejecutivo (desacreditado) |
| 1964      | A Shot in the Dark                               | productor ejecutivo (desacreditado) |
| 1966      | The Russians Are Coming, the Russians Are Coming | productor (desacreditado)           |
| 1966      | Hawaii                                           | productor                           |
| 1967      | How to Succeed in Business Without Really Trying | productor ejecutivo (desacreditado) |
| 1967      | In the Heat of the Night                         | productor                           |
| 1967      | Fitzwilly                                        | productor                           |
| 1968      | The Party                                        | productor ejecutivo (desacreditado) |
| 1968      | The Thomas Crown Affair                          | productor ejecutivo (desacreditado) |
| 1969      | Sinful Davey                                     | productor ejecutivo                 |
| 1969      | Some Kind of a Nut                               | productor                           |
| 1970      | Halls of Anger                                   | productor ejecutivo                 |
| 1970      | The Landlord                                     | productor ejecutivo (desacreditado) |
| 1970      | The Hawaiians                                    | productor                           |
| 1970      | They Call Me MISTER Tibbs!                       | productor ejecutivo                 |
| 1971      | The Organization                                 | productor                           |
| 1971      | Fiddler on the Roof                              | productor ejecutivo (desacreditado) |
| 1973      | Scorpio                                          | productor                           |
| 1974      | The Spikes Gang                                  | productor                           |
| 1974      | Mr. Majestyk                                     | productor                           |
| 1976      | Midway                                           | productor                           |
| 1978      | Gray Lady Down                                   | productor                           |
| 1978      | Same Time, Next Year                             | productor                           |
| 1979      | Dracula                                          | productor                           |
| 1979      | The Prisoner of Zenda                            | productor                           |
| 1983      | Romantic Comedy                                  | productor                           |
| 1993-1996 | The Pink Panther                                 | productor ejecutivo                 |
| 2016      | The Magnificent Seven                            | productor ejecutivo                 |